# П'єтро Бадольйо
П'єтро Бадо́льйо (італ. Pietro Badoglio; 28 вересня 1871, Граццано-Монферрато — 1 листопада 1956) — італійський військовий і державний діяч, маршал Італії (1926). Начальник штабу Італійської королівської армії (1919—1921; 1925—1927), начальник Генерального штабу Збройних сил Королівства Італія (1925—1940). Прем'єр-міністр Італії (1943—1944), міністр закордонних справ (1944). Учасник Першої та Другої італо-ефіопських війн, Італійсько-турецької, Першої та Другої світових воєн. «Прославився» воєнними злочинами при захопленні Ефіопії, але не був покараний.

## Життєпис
Народився в містечку Граццано-Монферрато (Grazzano Monferrato, нині Граццано Бадольйо) у провінції Асті (П'ємонт). Після закінчення військової академії в Турині у 1892 служив в італійській армії.
У 1935—1936 керував захопленням Ефіопської імперії, під час якого вдавався до воєнних злочинів (газові атаки, бомбардування шпиталів Червоного Хреста), проте ніколи не був притягнутий до відповідальності.
У 1937—1940 — Начальник Генерального штабу. Після повалення Муссоліні у 1943—1944 роках очолював італійський уряд, підписав перемир'я з союзниками та оголосив війну Німеччині.

## Нагороди
- Срібна медаль «За цивільну доблесть» (Італія) (28 грудня 1908)
- Медаль «За військову доблесть» (Італія)
  - Бронзова (26 листопада 1911)
  - Срібна (30 жовтня 1917)
- Пам'ятна медаль італійсько-турецької війни 1911—1912
- Пам'ятна медаль Лівійської кампанії 1913
- Медаль «За заслуги під час землетрусу в Авеццано (1915)»
- Хрест «За військові заслуги» (Італія) — нагороджений двічі (1918 і 1936)
- Савойський військовий орден, великий хрест (6 листопада 1918)
- Пам'ятна медаль Італо-австрійської війни 1915—1918
- Пам'ятна медаль об'єднання Італії
- Медаль Перемоги
- Орден Корони Італії, великий хрест (1919)
- Орден Святих Маврикія та Лазаря, великий хрест (1921)
- Орден Білого лева, великий хрест (20 липня 1926)
- Вищий орден Святого Благовіщення (18 жовтня 1928)
- Колоніальний орден Зірки Італії, великий хрест (1930)
- Орден Вітовта Великого, великий хрест (Литва; 1930)
- Хрест «За вислугу років» (Італія) із королівською короною для офіцерів — за 40 років служби.
- Кавалер Великого хреста магістра (Мальтійський орден; 26 червня 1936)
- Пам'ятна медаль військової операції в Східній Африці (1935—1936)
- Медаль «За заслуги перед добровольцями Східноафриканської кампанії (1935—1936)»
- Єрусалимський Орден Святого Гробу Господнього, командорський хрест (Ватикан)
- Маврикіанська медаль
- Військова золота медаль за командні заслуги
- 6 пам'ятних відзнак Збройних сил Італії (1 для старших офіцерів і 5 для генералів)
- Пам'ятна медаль періоду війни 1940-43 років